# Livin' in the City
Livin' in the City is een album uit 2005 van de Amerikaanse rockband Fun Lovin' Criminals. Het is het zesde album van de band en is de opvolger van Welcome to Poppy's. 

## Tracks
1. "I Love Livin' in the City" - 3:45
2. "How It Be" - 3:57
3. "That Ain't Right" - 3:06
4. "The Preacher" - 2:47
5. "Ballad of NYC" - 5:36
6. "Is Ya Alright" - 2:52
7. "Gave Up on God" - 4:55
8. "City Boy" - 3:14
9. "Girl with the Scar" - 4:23
10. "Mi Corazon" - 3:25
11. "Will I Be Ready" - 6:01